# Пасеїзм
Пасеїзм — відчуття часу, при якому минуле відчувається як реальність, яка, накопичуючись, просувається вперед. Умовне позначення напрямку в мистецтві на початку XX століття. Пасеїзм позначає пристрасть до часів, які пройшли, і байдуже (вороже чи недовірливе) ставлення до сьогодення та майбуття.

Характерний для мистецтва декадансу.